# 한국경제연구원
한국경제연구원(韓國經濟硏究院, 영어: Korea Economic Research Institute, KERI)은 대한민국의 민간 경제 연구소이다. 1981년 정식 설립되었다. 한국의 경제와 기업을 연구한다. 또한, 경제 및 산업 동향에 대한 정보 수집 및 분석 업무를 하고 있다. 산하 경제연구본부는 국제경제, 거시경제, 금융, 조세, 재정 분야 이슈를 다루고 있다.
한국경제연구원은 서울특별시 영등포구 여의도동에 위치하고 있다. 2014년 기준으로, 원장은 권태신이다.
전국경제인연합회(전경련) 회원사 420여 개 중 약 130여 개의 회사를 회원으로 하는 비영리 사단법인이며, 회원사들이 내는 회비를 기본 운영 자금으로 삼아 운영된다.

## 역사
1963년 전국경제인연합회가 발족시킨 경제기술조사센터(정식명칭은 한국경제인연합회 부설 경제 기술조사 센터)가 한국경제연구원의 모태이다. 이것이 확대 개편되어, 1981년 4월 1일 한국경제연구원이라는 이름으로 정식 설립되었다. 초대 회장은 정주영, 초대 원장은 신태환이었다.

## 모토
자유시장, 자유기업, 자유경쟁을 모토로 삼고 있다.

## 연구
한국경제연구원은, 경제 정보 조사 사업을 하고 있으며, 한국경제와 기업의 장·단기 발전과제를 연구하고 있다. 한국경제연구원은, 경제와 기업에 대한 연구 결과물로서 연간 40여 편의 연구 자료를 발행하고 있다. 또한, 한국경제연구원은 정기 간행물로서, 《경제전망과 정책과제》(다른 말로, 《KERI 경제전망과 정책과제》), 《KERI Economic Bulletin》, 《규제연구》(1992년부터 발행)를 발간하고 있다.

## 교육 프로그램
한국경제연구원은 시장경제 교육 프로그램들을 운영하고 있다. 방송작가 경제교육, 경정, 경감 등 일선 경찰관들을 대상으로 하는 경찰간부 경제교육, 중고교 사회과 교사들을 대상으로 하는 중등교사 경제교육, 국회보좌관 경제교육 등의 프로그램들을 운영하고 있다. 한국경제연구원은 이들 프로그램들이 반기업, 반시장 정서를 해소하고 왜곡된 경제관과 기업관을 시정시키기 위해 오프라인으로 실시하는 교육 프로그램임을 내세우고 있다.

## 비판
1997년, 한국경제연구원의 경기판단에 신자유주의 경제에 매몰된 재계의 입장이 일방적으로 반영되고 있다. 1997년 외환위기 당시 정부의 재정지출 삭감 계획에 대해 우려를 표한 바 있다.
전경련 회원들의 입장을 대변하기 위해 왜곡된 경기전망, 사회불안, 근심스런 선동을 주로 함.